# Badenoch

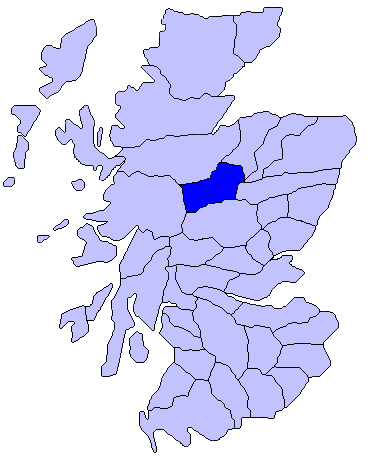
Mappa della Scozia che mostra il distretto storico di Badenoch

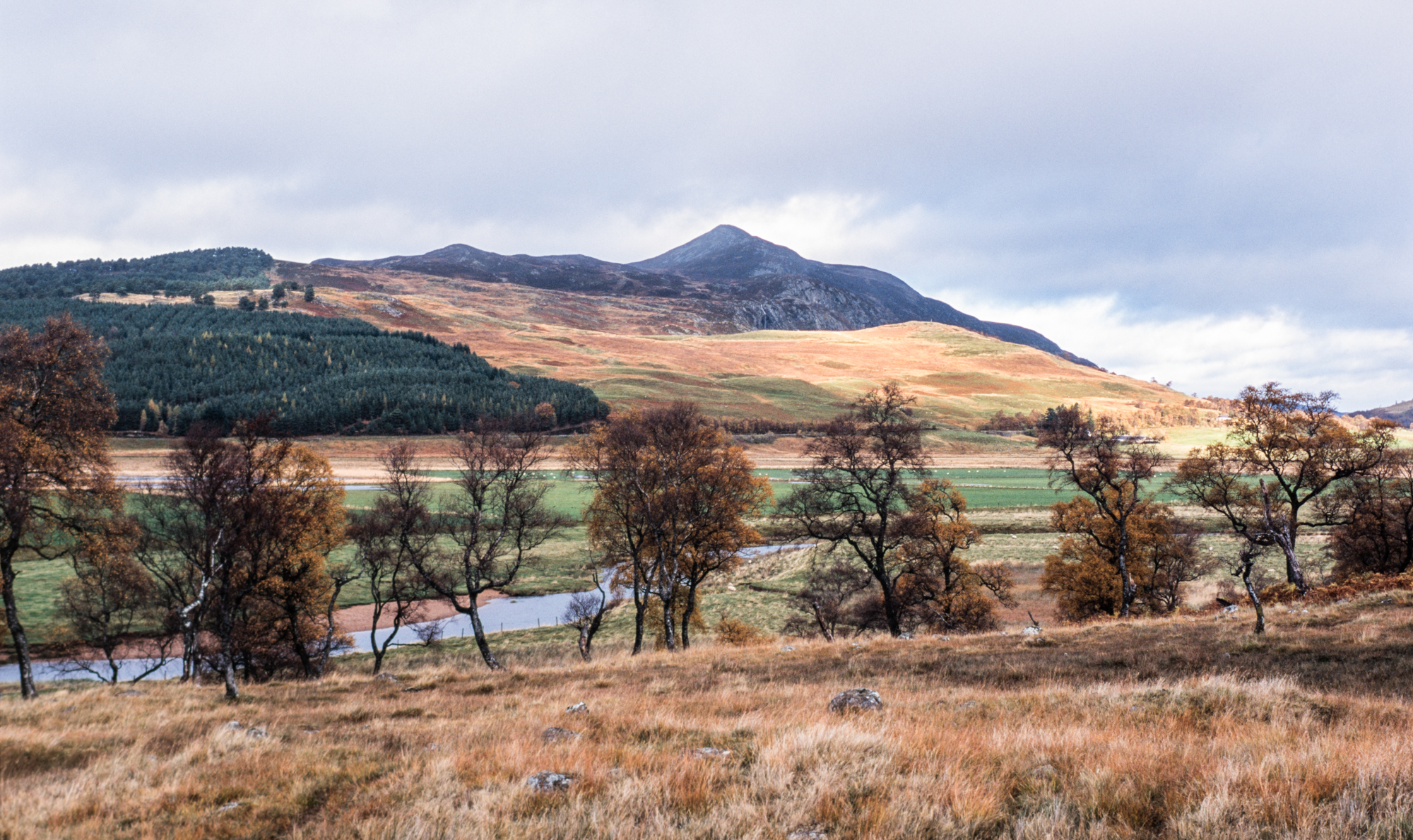
Veduta di Creag Dhubh dall'altra parte dello Spey

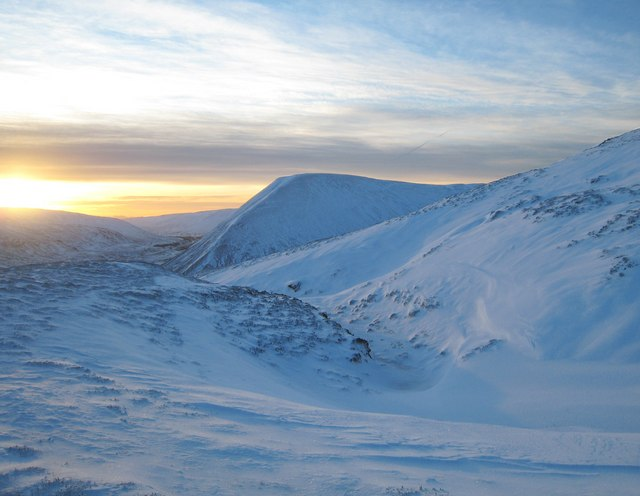
The Boar of Badenoch, una collina che domina il Passo di Drumochter (che collega Badenoch ad Atholl)

Badenoch (/ˈbædənɒx/ ; in gaelico scozzese: Bàideanach) è un distretto delle Highlands scozzesi situato nella parte superiore del fiume Spey, al di sopra dello Strathspey. Il nome Badenoch significa “terra sommersa”, con la maggior parte della popolazione che vive vicino al fiume Spey o ai suoi affluenti.
L’area è delimitata a nord dai monti Monadhliath, a est dai Cairngorms e da Braemar, a sud da Atholl e dai Grampiani, e a ovest da Lochaber. Il capoluogo di Badenoch è Kingussie, anche se storicamente Ruthven era il centro commerciale, e in seguito sede delle caserme di Ruthven dell’esercito britannico.